# Citharexylum montevidense
Citharexylum montevidense, Tarumán es una especie de planta fanerógama de la familia Verbenaceae.

## Descripción
Alcanza 8 m de altura (raramente 12 m), espinoso, copa globosa. Follaje persistente, verde oscuro; ramillas cuadrangulares, y dos espinas por nudo. 
Hojas simples, opuestas, elípticas a obovadas, dentadas o enteras, de 5-11 cm de largo; ápice agudo, base cuneada; pecíolo de 9-12 mm de largo. 
Flores en espigas, cilíndricas, tubulosas, amarillentas, muy perfumadas; floreciendo en primavera. 
Fruto drupa roja, esférica, 7-9 mm de diámetro; fructifica en otoño. 

## Hábitat
En Uruguay en montes serranos y ribereños; sur de Brasil, noreste de Argentina, Paraguay, Uruguay. 

## Taxonomía
Citharexylum montevidense fue descrita por (Spreng.) Moldenke y publicado en Phytologia 1: 17. 1933

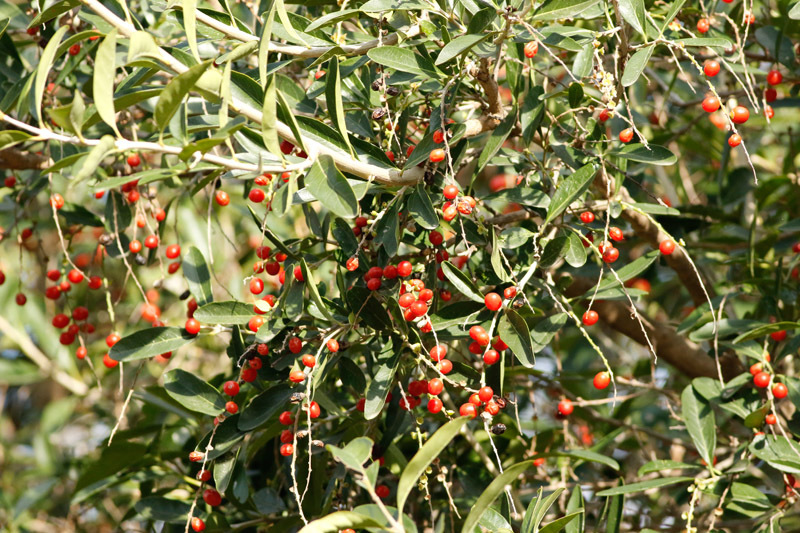
Citharexylum montevidense, Tarumán, hojas y frutos

Sinonimia
Citharexylum barbinerve Cham.
Ehretia montevidensis Spreng.

## Fuente
- USDA, ARS, National Genetic Resources Program.
- Germplasm Resources Information Network - (GRIN). National Germplasm Resources Laboratory, Beltsville, Maryland. URL: http://www.ars-grin.gov/cgi-bin/npgs/html/taxon.pl?404434 (enlace roto disponible en Internet Archive; véase el historial, la primera versión y la última). (18 nov 2007)